# Бесфамільнов Володимир Володимирович
Володи́мир Володи́мирович Бесфамі́льнов (29 серпня 1931, Саратов — 14 травня 2017, Київ) — український баяніст радянських та сучасних часів, лауреат міжнародних конкурсів, 1981 — доцент, 1990 — професор кафедри народних інструментів Національної музичної академії України; заслужений артист УРСР( 1969) — перший серед солістів-баяністів,  народний артист УРСР (1988); нагороджений золотою медаллю та почесний кавалер академії мистецтв Кампучії.

## Життєпис
Перші музичні кроки робив під керунком свого батька, Володимира Михайловича; вчився в Саратовському музичному училищі, 1940 року стає переможцем шкільної олімпіади Саратовської області.
У віці десяти років його беруть артистом агітаційного пароплаву «Пропагандист»; з 1941 по 1947 рік працював артистом-баяністом Саратовського державного цирку.
Протягом 1947—1949 років керував художньою самодіяльністю у артілі «Об'єднаний швейник» в Саратові.
Згодом навчався в Київському музичному училищі в класі заслуженого артиста УРСР Івана Журомського та народного артиста УРСР, професора Миколи Івановича Різоля — закінчив 1951 року.
В 1950—1953 роках був концертмейстером та викладав у Київському ансамблі пісні та танцю трудових резервів.
Був викладачем та концертмейстером у 1953—1956 роках. З 1955 року — соліст Київської філармонії.
1956 року закінчив навчання в Київській державній консерваторії ім. П. І. Чайковського.
В. В. Бесфамільнов лауреат конкурсів:
- 1956 — республіканський конкурс в Києві, 1 місце,
- 1957 — всесоюзний конкурс у Москві, срібна медаль,
- 1957 — московський міжнародний конкурс, золота медаль,
- 1958 — Міжнародний конкурс «Coupe Mondiale» (Брюссель, Бельгія, бронзова медаль),
- 1959 — міжнародний конкурс у Відні, золота медаль.
- Здійснив велику кількість поїздок з гастролями по світу, виступав на телебаченні, для Українського радіо та фірми грамзапису «Мелодія» здійснив велику кількість аудіозаписів.

З 1969 року почав викладати гру на баяні у Київській державній консерваторії ім. П. І. Чайковського. Серед його виховнців — В. Зубицкий (Италия), Фредерик Геруэ (Франция), С. Маркович (Черногория), Д. Модрушан, Н. Янков, Э. Докич (Хорватия), Дан Дермот (Ирландия), С. Нешич (Германия), Й. Джорджевич (Австрия), Г. Тирнанич, С. Перич (Сербия), Д. Кляич (Босния), Я. Димитриевич, С. Стоичич (Греция), А. Мамалыга, В. Хаврун (США), С. Иванович, С. Милошевич (Швейцария), Д. Сидоров (Испания), Е. Фролов (Россия), Л. Трофименко, М. Шумський, С. Шматок, А. Бесфамильнов, Л. Падий, С. Чумак, Н. Кистенев, О. Хрустевич, А. Голоднюк, Д. Царко, В. Барзион, В. Великодный (Украина) та інші.
Загалом учні професора В. В. Бесфамільнова завоювали на міжнародних конкурсах понад 100 премій і звань лауреатів, в тому числі 3 Гран-Прі та 62 перших місць.
За власні кошти випустив антологію-серію з 12 компакт-дисків «Грає Володимир Бесфамільнов». До записів увійшли, зокрема, Михайла Чембержі на слова поетеси Тамари Коломієць у виконанні Павла Громовенка, також записи з домашнього архіву — серед них концерт з органістом, народним артистом Володимиром Кошубою. З 1970 року виконував композиції на баяні «Апасіоната», конструктором та виробником якого був майстер Василь Артемович Колчин.
2000 року космонавт Г. С. Титов підписав сертифікат — на присвоєння його імені одній із зірок у сузір'ї Ліра. Серед його нагород — Срібний диск російської академії музики ім. Гнесіних — за заслуги в баянному мистецтві. У жовтні 2002 року в Копенгагені Генеральна Асамблея делегатів конгресу Інтернаціональної Конфедерації акордеоністів йому вручила Почесний диплом — за визнання видатних заслуг. 2006 року президією Академії мистецтв України нагороджений золотою медаллю за видатні творчі досягнення, орденом «Жива легенда» — міжнародним центром Яна Табачника.
Першим зробив подарунок Жашківському музею гармошки — 20 міні-гармошок віком понад 80 років (кількість експонатів станом на 2011 рік зросла до 1000 — займався гармоніст, заслужений працівник культури Іван Сухий).